# Václav Blahna (palubní střelec)
Václav Blahna (13. září 1915 Blovice – 29. srpna 1943 Beaulieu) byl český palubní střelec 311. československé bombardovací perutě RAF.

## Život

### Před druhou světovou válkou
Václav Blahna se narodil 13. září 1915 v Blovicích na Plzeňsku v početné dělnické rodině. V rodném městě vychodil obecnou a měšťanskou školu. Mezi lety 1937 a 1938 absolvoval pokračovací školu, kde se vyučil slévačem. Jako slévač kovů posléze i pracoval. Od určité doby byl zaměstnán v plzeňské Škodovce, na borském letišti získal kvalifikaci pilota sportovních letadel. Prezenční vojenskou službu absolvoval mezi lety 1937 a 1938 v Chomutově, v jejím rámci vystudoval poddůstojnickou školu a prodělal kulometný kurz.

### Druhá světová válka
Po německé okupaci opustil Václav Blahna 12. srpna 1939 ilegálně Protektorát Čechy a Morava a v Polsku se přihlásil do zde vznikající československé zahraniční jednotky. Po pádu Polska v září 1939 společně s dalšími ustoupil do Rumunska, kde byl internován. Po propuštění se přes Constanțu dostal do Francie, kde byl 30. října 1939 v Marseille prezentován u československé jednotky a zařazen k pěchotě, v lednu 1940 pak k letecké skupině. Po pádu Francie v červnu 1940 se evakuoval do Spojeného království. Zde sloužil opět v řadách pěchoty u autoroty. V roce 1942 byl na vlastní žádost přijat do Royal Air Force. V červnu 1943 byl po výcviku zařazen jako palubní střelec k 311. československé bombardovací peruti. Účastnil se protiponorkových hlídkových letů na oceánem. Dne 29. srpna 1943 zahynul během startu k dalšímu operačnímu letu. Jeho stroj Consolidated B-24 Liberator BZ775 (G) pod velením Adolfa Musálka se zřítil na letišti v Beaulieu v Hampshiru. Dne 1. září 1943 byl pohřben na hřbitově v Brookwoodu. Dosáhl hodnosti četaře. Nedlouho před smrtí se oženil s anglickou občankou.

## Ocenění

### Vyznamenání
- Československý válečný kříž 1939

### Posmrtná ocenění
- Václav Blahna byl v roce 1947 in memoriam povýšen do hodnosti štábního rotmistra a v roce 1991 do hodnosti podplukovníka
- V rodných Blovicích byla po Václavu Blahnovi pojmenována jedna z ulic